# Беспорядки в Бахмуте
Беспорядки в Бахмуте — беспорядки, связанные с разгромом винных складов в Бахмуте (Екатеринославская губерния) (сентябрь 1917 года).

## История
10 сентября 1917 года исполнительный комитет Бахмутского Совета рабочих и солдатских депутатов совместно с общественным комитетом добился разрешения уничтожить находившиеся на местном винном складе 100 тысяч вёдер водки и 600 тысяч вёдер этилового спирта путём слива в реку Бахмутку. Об этом решении узнали местные жители. Среди военнослужащих драгунского эскадрона кавалерийского полка, который 10 сентября должен был покинуть город, начались волнения. Часть драгун и пехотинцев силой сняли охрану винного склада, которая не оказала сопротивления, и пробрались внутрь.
Вначале на склад допускались лишь солдаты — поэтому местные жители, чтобы получить доступ к бесплатному спиртному, брали военную форму на прокат. Цена на водку падала, скатившись до стоимости коробки папирос. Вести о дешёвой водке быстро докатились до близлежащих сёл.
С раннего утра 11 сентября в Бахмут потянулись крестьянские подводы. Поезда на Бахмут были переполнены. В этот день пьяная вакханалия достигла апогея. По городу ходили массы пьяных, включая подростков. Продовольственные лавочки были разграблены в поисках закуски. Пьяные солдаты открыли огонь по железнодорожным сигнальным фонарям, разгромили буфет и бесчинствовали по городу. Евреи уезжали из города, опасаясь погромов.
Местные городские власти растерялись и были лишены возможности что-нибудь предпринять. На выручку пришли рабочие дружины из соседних Дружковки и Константиновки (около 200 человек). Конфликт зашёл так далеко, что харьковские военные власти хотели открыть по городу артиллерийский огонь, но план не был осуществлён ввиду отсутствия надёжных частей. Для ликвидации бунта в город были направлены чугуевские юнкера и рота 25-го полка под командованием полковника Курилко.
После подавления беспорядков полковник Курилко издал приказ, согласно которому город был объявлен на военном положении.